# HoriPro International
株式會社HoriPro International是一所日本經紀公司，位於東京都目黑區下目黑。

## 概要
2018年6月18日，由Horipro本社100%出資，自本社的音樂藝術家、聲優部門獨立而成的新公司。

## 所屬藝人
- 逢來凜（日语：逢来りん）
- OOPARTZ（日语：OOPARTZ）
- 大木貢祐
- 大久保麻梨子
- 大橋彩香
- 木戶衣吹
- 京雅
- JUVENILE（日语：JUVENILE）
- 田所梓
- Teresa
- 巴奎依（日语：巴奎依）
- 仲谷涼
- 二之宮唯
- 畠山航輔

- 松永茜
- May'n
- Liyuu
- 和島亞美（日语：和島あみ）

## 前所屬藝人
- 京香
- DJ YURiA（日语：DJ YURiA）
- 中村瞳子（日语：中村瞳子）
- 茅原實里

## 外部連結
- 官方網站Archive.today的存檔，存档日期2018-06-18
- HoriPro International的X（前Twitter）